# 유회중
유회중(柳會中, 1992년 2월 23일 ~ )은 대한민국의 기자이다. 대한민국 서울특별시 도봉구 출신이다. 대학 졸업 이후 청년문화포럼에서 최초 청년의장 활동을 하다 열린사람들에서 기자활동을 시작하였다. 이후 2017년 영상 기자로 역임하며, AI타임스, 열린뉴스통신, 퍼블릭뉴스에 안착하게 된다.

## 경력
- 열린사람들 편집국장 : 2016~
- 한겨레온 객원편집위원 : 2016년 ~ 2017년
- KNS뉴스통신 기자 : 2016년 ~ 2019년
- AI타임스 기자 : 2019년
- 열린뉴스통신 기자 : 2020년 ~ 2021년
- 퍼블릭뉴스 기자 : 2021~